# Théo Le Normand
Théo Le Normand (Rennes, Francia, 8 de agosto de 2000) es un futbolista francés que juega como mediocampista y su equipo es el C. D. Teruel de la Primera Federación de España.

## Trayectoria
Producto de la cantera del En Avant de Guingamp desde 2013, ascendió a la reserva en 2019. El 4 de junio de 2021, firmó su primer contrato profesional con el club. Debutó como profesional con el primer equipo del Guingamp en una derrota por 3-0 ante Amiens Sporting Club en la Ligue 2 el 22 de enero de 2022.
El 9 de agosto de 2024, firmó un contrato de dos años con F. C. Andorra de la Primera Federación española y fue cedido inmediatamente para la temporada 2024-25 a  C. D. Teruel en la cuarta división.

## Clubes
| Club                                   | País    | Año       |
| -------------------------------------- | ------- | --------- |
| En Avant de Guingamp II                | Francia | 2019-2021 |
| En Avant de Guingamp                   | Francia | 2021-2024 |
| → Union Sportive Avranches (cedido)    | Francia | 2022-2023 |
| → Union Sportive Avranches II (cedido) | Francia | 2022-2023 |
| F. C. Andorra                          | España  | 2024-     |
| → C. D. Teruel (cedido)                | España  | 2024-Act. |

## Vida personal
Su hermano mayor, Robin Le Normand es un futbolista profesional del Atlético de Madrid y la selección española.